# Plebiscito constitucional de Corea del Sur de 1980
Un plebiscito constitucional fue realizado en Corea del Sur el 22 de octubre de 1980 Los cambios a la Constitución de la República de Corea fueron aprobados con el 91,6% de los votos, con una participación del 95,5%.

## Resultados
| Opción                  | Votos      | %    |
| ----------------------- | ---------- | ---- |
| A favor                 | 17.829.354 | 91,6 |
| En contra               | 1.357.673  | 8,4  |
| Votos en blanco o nulos | 266.899    | -    |
| Total                   | 19.453.926 | 100  |
| Fuente: Nohlen et al.   |            |      |